# 소울, 영혼, 그리고 여름
소울, 영혼, 그리고 여름(SUMMER OF SOUL (…OR, WHEN THE REVOLUTION COULD NOT BE TELEVISED))은 미국에서 제작된 아미르 "퀘스트러브" 톰슨 감독의 2021년 다큐멘터리 영화이다.
이 영화는 2021년 6월 25일 서치라이트 픽처스에 의해 미국에서 한정 개봉되었고 다음 주말에 훌루를 통해 스트리밍용으로 확대, 개봉하였다.